# Eilema semperi
Eilema semperi là một loài bướm đêm thuộc phân họ Arctiinae, họ Erebidae.